# Lithocarpus glaber
Lithocarpus glaber là một loài thực vật có hoa trong họ Cử. Loài này được (Thunb.) Nakai mô tả khoa học đầu tiên năm 1916.

## Hình ảnh

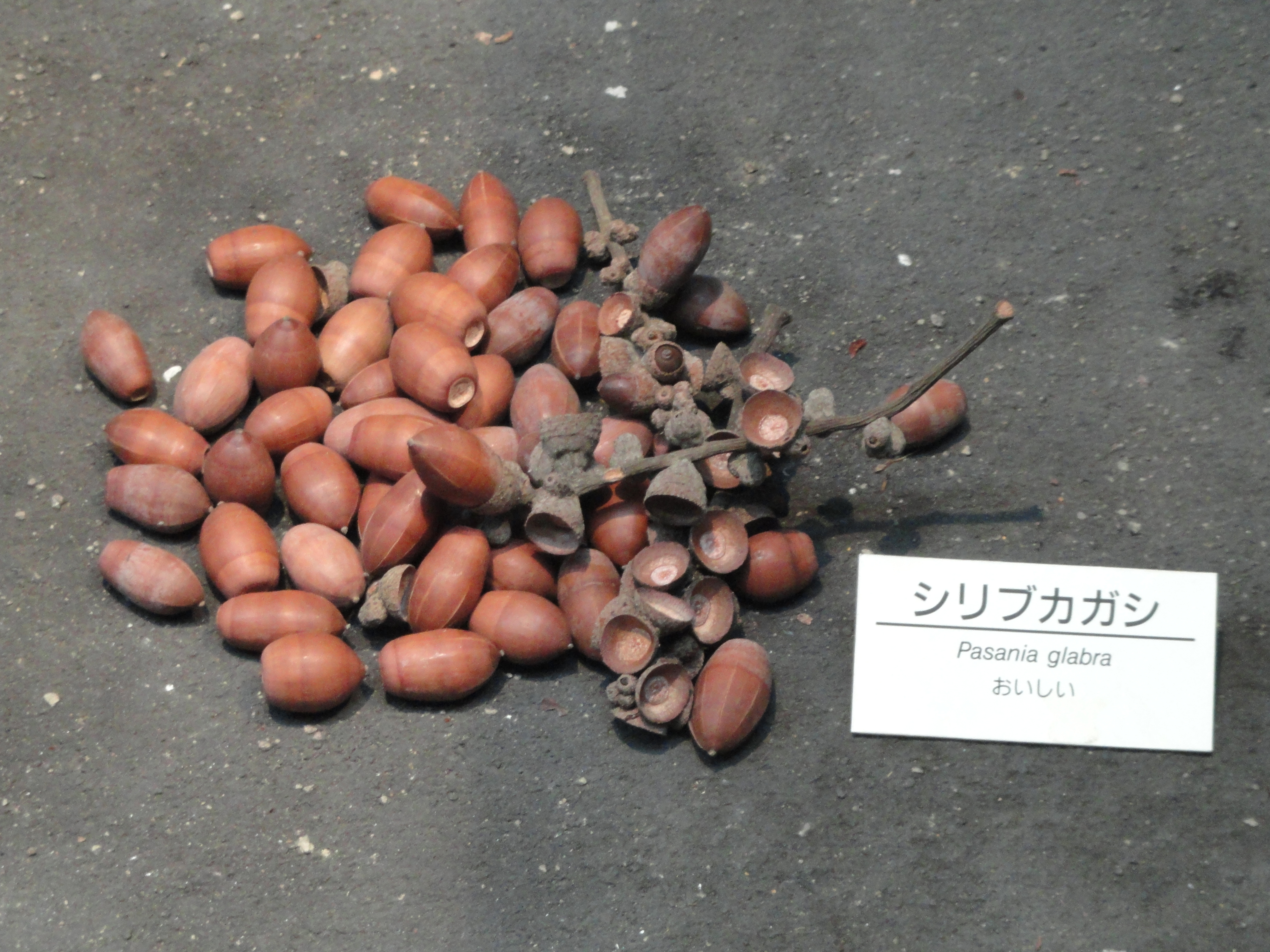